# Gouvernement Sonko
Kaba 
Le gouvernement Sonko est le gouvernement de la République du Sénégal depuis le 5 avril 2024. Il s'agit du premier gouvernement de la présidence de Bassirou Diomaye Faye.

## Historique

### Formation
Le 2 avril 2024, Ousmane Sonko est nommé Premier ministre par le président Bassirou Diomaye Faye, élu lors de l'élection présidentielle de 2024.
Le 5 avril 2024, le Premier ministre nomme les membres de son gouvernement, composé de 21 hommes et 4 femmes dont quinze sont membres du parti PASTEF. Ce gouvernement est composé de 5 secrétaires d'État.
Son faible taux de féminisation — inférieur à celui du gouvernement précédent — et le retrait de la mention des femmes et du genre dans le nom du ministère de la Famille et des Solidarités entraînent de vives critiques et une déclaration collective à hauteur de centaines de signatures, avec le soutien d'organisations telles que Yewwu-Yewwi et le Collectif des féministes du Sénégal,,.

### Remaniement du 2 décembre 2024
Les élections législatives anticipées du 17 novembre 2024 voient la large victoire du PASTEF avec 130 des 165 sièges à l'Assemblée nationale. Cette majorité absolue permet au gouvernement d'Ousmane Sonko d'avoir les coudées franches pour appliquer son programme, axé sur une réforme constitutionnelle, la création d'emplois et la souveraineté alimentaire,.
Initialement élu en tant que député sur la liste nationale du PASTEF, Ousmane Sonko décide de renoncer à son mandat parlementaire pour rester Premier ministre. Le gouvernement est très légèrement remanié avec le départ de Malick Ndiaye, ministres des Infrastructures et des Transports terrestres et aériens, élu président de l'Assemblée nationale. Il est remplacé par le ministre du Travail Yankhoba Diémé, qui est lui-même remplacé par Abass Fall.

## Composition
La composition du gouvernement au 2 décembre 2024 est la suivante : 

### Ministres
| Image                        | Fonction                                                                                     | Titulaire | Titulaire                            | Parti                     |
| ---------------------------- | -------------------------------------------------------------------------------------------- | --------- | ------------------------------------ | ------------------------- |
| Ousmane Sonko                | Premier ministre                                                                             |           | Ousmane Sonko                        | PASTEF                    |
| Yacine Fall                  | Ministre de l'Intégration africaine et des Affaires étrangères                               |           | Yacine Fall                          | PASTEF                    |
| Birame Diop                  | Ministre des Forces armées                                                                   |           | Birame Diop                          | Militaire                 |
| Ousmane Diagne               | Garde des Sceaux, ministre de la Justice                                                     |           | Ousmane Diagne                       | Indépendant               |
|                              | Ministre de l'Intérieur et de la Sécurité publique                                           |           | Jean Baptiste Tine                   | Militaire                 |
| Birame Soulèye Diop          | Ministre de l'Énergie, du Pétrole et des Mines                                               |           | Birame Soulèye Diop                  | PASTEF                    |
| Abdourahmane Sarr            | Ministre de l'Économie, du Plan et de la Coopération                                         |           | Abdourahmane Sarr                    | MRLD                      |
| Cheikh Diba                  | Ministre des Finances et du Budget                                                           |           | Cheikh Diba                          | Indépendant               |
| Malick Ndiaye                | Ministres des Infrastructures et des Transports terrestres et aériens                        |           | Malick Ndiaye (jusqu'au 02/12/2024)  | PASTEF                    |
| Yankhoba Diémé               | Ministres des Infrastructures et des Transports terrestres et aériens                        |           | Yankhoba Diémé                       | PASTEF                    |
| Daouda Ngom                  | Ministre de l'Environnement et de la Transition écologique                                   |           | Daouda Ngom                          | PASTEF                    |
| Amadou Moustapha Njekk Sarré | Ministre de la Formation professionnelle Porte-parole du gouvernement                        |           | Amadou Moustapha Njekk Sarré         | PASTEF                    |
| Cheikh Tidiane Dièye         | Ministre de l'Hydraulique et de l'Assainissement                                             |           | Cheikh Tidiane Dièye                 | Avenir Sénégal Bi nu bëgg |
| Alioune Sall                 | Ministre de la Communication, des Télécommunications et du Numérique                         |           | Alioune Sall                         | PASTEF                    |
| Abdourahmane Diouf           | Ministre de l'Enseignement supérieur, de la Recherche et de l'Innovation                     |           | Abdourahmane Diouf                   | Parti AWALE               |
| Serigne Gueye Diop           | Ministre de l'Industrie et du Commerce                                                       |           | Serigne Gueye Diop                   | SEME                      |
| Fatou Diouf                  | Ministre des Pêches, des Infrastructures maritime et portuaire                               |           | Fatou Diouf                          | Indépendant               |
| Maïmouna Dieye               | Ministre de la Famille et des Solidarités                                                    |           | Maïmouna Dieye                       | PASTEF                    |
| Yankhoba Diémé               | Ministre du Travail, de l'Emploi et des Relations avec les institutions                      |           | Yankhoba Diémé (jusqu'au 02/12/2024) | PASTEF                    |
| Abass Fall                   | Ministre du Travail, de l'Emploi et des Relations avec les institutions                      |           | Abass Fall                           | PASTEF                    |
|                              | Ministre de l'Urbanisme, des Collectivités territoriales et de l'Aménagement des territoires |           | Balla Moussa Fofana                  | PASTEF                    |
| Moustapha Mamba Guirassy     | Ministre de l'Éducation nationale                                                            |           | Moustapha Mamba Guirassy             | S.E.T                     |
| Ibrahima Sy                  | Ministre de la Santé et de l'Action sociale                                                  |           | Ibrahima Sy                          | PASTEF                    |
| Olivier Boucal               | Ministre de la Fonction publique et de la Réforme du service public                          |           | Olivier Boucal                       |                           |
| Khady Diène Gaye             | Ministre de la Jeunesse, des Sports et de la Culture                                         |           | Khady Diène Gaye                     | PASTEF                    |
| Mabouba Diagne               | Ministre de l'Agriculture, de la Souveraineté alimentaire et de l'Élevage                    |           | Mabouba Diagne                       |                           |
| Alioune Dione                | Ministre de la Microfinance et de l'Économie sociale et solidaire                            |           | Alioune Dione                        | PASTEF                    |
| Mountaga Diao                | Ministre du Tourisme et de l'Artisanat                                                       |           | Mountaga Diao                        | PASTEF                    |

### Secrétaires d'État
| Image | Fonction                                                                             | Nom | Nom                  | Parti  |
| ----- | ------------------------------------------------------------------------------------ | --- | -------------------- | ------ |
|       | Secrétaire d'État aux Sénégalais de l'extérieur                                      |     | Ahmadou Cherif Diouf | PASTEF |
|       | Secrétaire d'État au développement des Petites et Moyennes Industries                |     | Ibrahima Thiam       | PASTEF |
|       | Secrétaire d'État à l'urbanisme et au logement                                       |     | Momath Talla Ndao    | PASTEF |
|       | Secrétaire d'État aux Coopératives et à l'Encadrement paysan                         |     | Alpha Bâ             |        |
|       | Secrétaire d'État à la Culture, aux Industries créatives et au Patrimoine historique |     | Bacary Sarr          |        |